# Federació Internacional per a la Música Coral
La Federació Internacional per a la Música Coral –en anglès, International Federation for Choral Music (IFCM–) és una associació internacional fundada el 1982 que té per objectiu facilitar la comunicació i l'intercanvi entre músics corals de tot el món. Els objectius es compleixen principalment per mitjà dels projectes següents:
- African Children Sing!
- Choral music database (música Internacional)
- ChoralNet web
- Conductors without borders (Directors sense fronteres)
- International Centre for Choral Music in Namur, Belgium
- Classes magistrals
- OpusChoral
- iSmposis regionals
- Songbridge
- Cens Coral mundial
- Butlletí Coral internacional
- Dia Mundial del Cant Coral
- Simposi Mundial en Música Coral
- Simposi mundial 2011 a Puerto Madryn, Argentina
- Cor de Cambra Mundial
- Cor de Joventut Mundial
- Comitè de Joventut

L'IFCM té prop de 900 membres de tots els continents. Els membres són individus, cors, organitzacions o empreses. Per mitjà de les organitzacions i dels cors l'IFCM juga una funció en música coral i esdeveniments corals en el món.
En el Consell de Música Internacional de la UNESCO l'IFCM és el representant oficial de música coral.
L'IFCM el van fundar set organitzacions corals internacionals de cinc continents, que són:
- L'Associació Americana de Directors Corals ACDA
- Un Coeur Joie Internacional (França)
- Arbeitsgemeinschaft Europäsicher Chorverbände (Europa)
- Asociación Interamericana de Directores de Coros (Llatinoamèrica)
- Europa Cantat - Federació Européenne des Jeunes Chorales (Europa)
- Japó Associació Coral (Japó)
- Nordisk Korforum - (Escandinàvia)

Del 22 al 29 de juliol de 2017 va organitzar, conjuntament amb la Federació Catalana d'Entitats Corals, l'11è Simposi Mundial de Música Coral a Barcelona, amb el lema Els colors de la pau.